# Đức Chánh
Đức Chánh là một xã thuộc huyện Mộ Đức, tỉnh Quảng Ngãi, Việt Nam.

## Địa lý
Xã Đức Chánh có diện tích 19,53 km², dân số năm 1999 là 16.516 người, mật độ dân số đạt 846 người/km².

## Hành chính
Xã Đức Chánh có 6 thôn, đánh số từ 1 đến 6 (trước kia là 4 thôn: Văn Bân, An Phong, Kiến Khương, Hoài An).